# Stefan Wysocki (1920–1988)

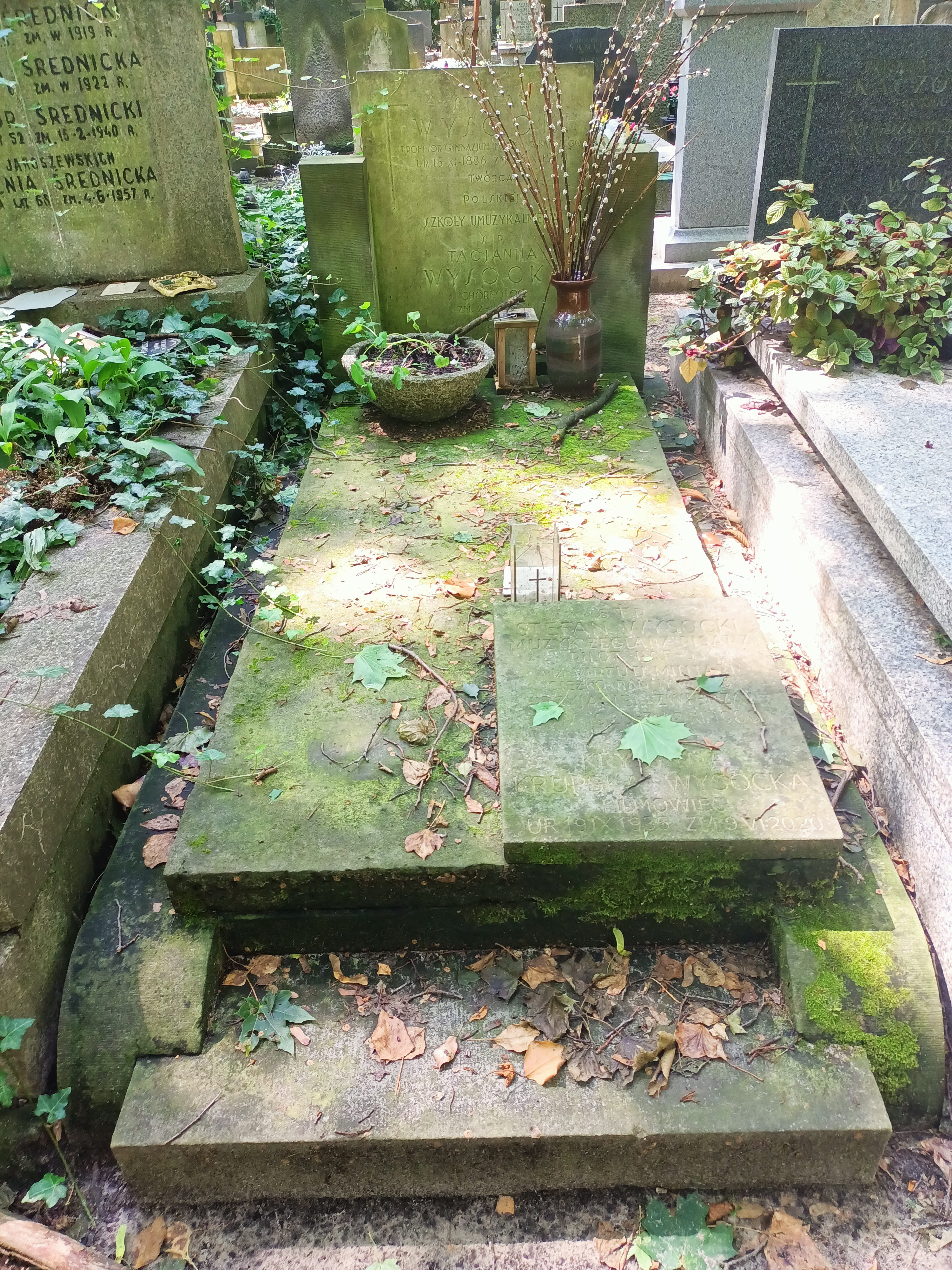
Grób Stefana Wysockiego Cmentarzu Powązkowskim w Warszawie

Stefan Wysocki (ur. 26 maja 1920 w Warszawie, zm. 2 grudnia 1988 tamże) – polski żeglarz i muzyk, żołnierz kampanii wrześniowej, autor książek, programów radiowych i seriali telewizyjnych z dziedziny żeglarstwa i muzyki poważnej, zawodnik regatowy, komandor obozów żeglarskich, sędzia żeglarski klasy międzynarodowej IYRU.

## Życiorys

### Lata przedwojenne i II wojna światowa
Stefan Wysocki był synem Tacjanny Wysockiej (choreografki, tancerki baletowej i właścicielki szkoły baletowej) i Stefana Wysockiego (profesora matematyki i umuzykalnienia w Gimnazjum im. Stefana Batorego w Warszawie). W wieku 3 lat miał swój pierwszy kontakt z żeglowaniem, dzięki rodzinie matki mieszkającej w Nicei, która posiadała tam 13-metrowy jacht żaglowy. Od dziecka wykazywał również zdolności muzyczne. W latach 1924–1938 uczęszczał do szkoły założonej w Warszawie przez swoich rodziców, o nazwie Szkoła Umuzykalnienia Tacjanny i Stefana Wysockich. Specjalizował się tam w grze na fortepianie, ucząc się pod kierunkiem prof. Zofii Rabcewiczowej. W tym czasie, w wieku 10 lat, nauczył się również samodzielnie (choć jeszcze nie samotnie) prowadzić rodzinny jacht .
W latach 1930–1938 uczęszczał do I Państwowego Gimnazjum i Liceum im. Stefana Batorego w Warszawie (matura 1938). Po zdaniu matury, w ramach odbywania obowiązkowej rocznej służby wojskowej, wstąpił do Wołyńskiej Szkoły Podchorążych Rezerwy Artylerii we Włodzimierzu Wołyńskim. W tym samym roku uzyskał w Nicei stopień żeglarski Master. W roku 1939 wcielony został w szeregi 18 Pułku Artylerii Lekkiej stacjonującego w Ostrowi Mazowieckiej. W czasie wojny, podczas działań lotniczych w Wielkiej Brytanii, wskutek zestrzelenia samolotu, w którym się znajdował, strzaskaniu uległ jego lewy staw biodrowy, co spowodowało dwuletnie leczenie szpitalne (w tym kilka operacji), sztywność nogi i konieczność chodzenia przez pewien czas o kulach, potem zaś przez wiele lat trudności w poruszaniu się. Leczenie to odbyło się po powrocie do okupowanej Polski, w Szpitalu Dzieciątka Jezus w Warszawie, pod opieką chirurgów, m.in. Jana Niemierko i profesora Wiktora Degi. Przed Powstaniem Warszawskim wywieziony został przez matkę do Henrykowa pod Warszawą, do klasztoru Zgromadzenia Sióstr Benedyktynek Samarytanek Krzyża Chrystusa (wcześniej Tacjanna Wysocka opracowywała tam choreografię przedstawień teatralnych).

### Lata powojenne
W roku 1945 rozpoczął pracę w radio w Katowicach, gdzie rok później prowadził pierwszy w Polsce radiowy kurs żeglarski, a następnie, przy pomocy żeglarzy Klubu Żeglarskiego „Szkwał” przy Lidze Morskiej w Krakowie, otworzył pierwszy na Śląsku ośrodek żeglarski nad zbiornikiem Pogoria. W roku 1946 prowadził również, w ramach Klubu Żeglarskiego „Szkwał”, obóz żeglarski w Rożnowie. Następnie został komandorem tego klubu i prowadził w sumie 26 takich obozów, zarówno dla żeglarzy początkujących, jak i kadry instruktorskiej. Prowadził także wykłady i pokazy żeglarskie: trenerskie, zawodnicze, instruktorskie i sędziowskie. Większość działań prowadził społecznie.

Żeglarstwo jest: sportem o randze życia, życiem o randze sportu, sztuką, miernikiem stosunku do życia, miernikiem i wskaźnikiem poczucia odpowiedzialności, poczucia obowiązku, poczucia godności, i – co bardzo ważne – poczucia humoru.

Przygotowywał się również do udziału w pierwszym powojennym Konkursie Chopinowskim w roku 1949. Przygotowania te udaremnił jednak uraz ręki doznany w wypadku samochodowym, do którego doszło podczas jazdy z kierowcą radia. Nie mogąc grać, postanowił zająć się popularyzacją wiedzy o muzyce. Prowadził cykle audycji muzycznych oraz – po przeprowadzce do Warszawy w 1950 roku – transmisje z koncertów symfonicznych odbywających się w piątki w Filharmonii Narodowej, jak również z przebiegu finałów IX Międzynarodowego Konkursu Chopinowskiego w 1975 roku. Mieszkał w tym czasie w kawalerce przy ul. Moniuszki w Warszawie, tuż obok Filharmonii Narodowej.
Od roku 1951 pełnił funkcję sędziego żeglarskiego klasy państwowej, uczestnicząc w tej roli w mistrzostwach Polski, Europy i świata. Od 1962 roku (z przerwami) reprezentował Polskę w International Yacht Racing Union (IYRU). Od roku 1967 brał czynny udział w regatach jako zawodnik I klasy sportowej. W roku 1972 zaproponował, aby – w celu upowszechnienia żeglarstwa w Polsce – na jachtach o powierzchni żagla do 7 m² można było żeglować bez uprawnień. W tym celu powstała łódka MAK projektu Henryka Jaszczewskiego i w ciągu 3 sezonów wyprodukowano kilka tysięcy takich łódek. Sam Stefan Wysocki posiadał własny jacht typu MAK 707, na którym często żeglował. W roku 1980 podczas Igrzysk Olimpijskich w Moskwie pracował w sędziowskiej komisji odwoławczej dla konkurencji żeglarskich. W roku 1988 Stefan Wysocki został, jako pierwszy w dziejach polskiego żeglarstwa, sędzią żeglarskim klasy międzynarodowej International Yacht Racing Union. 
Został pochowany na cmentarzu Powązkowskim (kwatera 317-3-10).

## Książki
- Elementarz żeglarski
- Rodzina Maków
- Sternik śródlądowy (praca zbiorowa instruktorów Klubu Żeglarskiego „Szkwał”)
- Wokół dziesięciu konkursów chopinowskich
- Wszystko o żeglarstwie
- Żeglarstwo – Sternik jachtowy
- Żeglarstwo – Żeglarz jachtowy (1989, wydana pośmiertnie)
- Żeglarstwo regatowe (napisana wraz z Romanem Biedermanem)
- Żeglarstwo regatowe prawie bez tajemnic
- Żeglarstwo śródlądowe
- Żegluj!

## Programy radiowe
- Przy muzyce o sporcie
- Radiowy Kurs Żeglarski
- Siedem przebojów muzyki poważnej

## Seriale telewizyjne
- ABC żeglarstwa
- O regatach
- Pokochać wiatr
- Regaty

## Odznaczenia i nagrody
- Order Virtuti Militari, Srebrny Krzyż (wraz z 18 Pułkiem Artylerii Lekkiej)
- Złote Odznaczenie im. Janka Krasickiego
- Złota Odznaka „Zasłużony Działacz Kultury Fizycznej”
- Złota Odznaka „Zasłużony Działacz Turystyki”
- Złota Odznaka Honorowa „Zasłużony Pracownik Morza”
- Złoty Krzyż Zasługi
- Nagroda im. Leonida Teligi (nagrodzony trzykrotnie)
- Honorowa Odznaka Komitetu ds. Radia i Telewizji
- Nagroda Fair Play Polskiego Komitetu Olimpijskiego
- Zasłużony Działacz Żeglarstwa Polskiego
- Członek Honorowy Yacht Klubu Polskiego
- Kapitan Kapituły Bractwa Żelaznej Szekli

## Upamiętnienie
- Odsłonięta w 2011 roku tablica pamiątkowa Batoraków Kawalerów Orderu Wojennego Virtuti Militari w budynku Liceum im. Stefana Batorego w Warszawie[8].